# Ax-les-Thermes (tổng)
Tổng Ax-les-Thermes là một tổng của Pháp nằm ở tỉnh Ariège trong vùng Occitanie.
Tổng này được tổ chức xung quanh Ax-les-Thermes ở quận Foix. Độ cao biến thiên từ 618 m (Perles-et-Castelet) đến 2 840 m (Mérens-les-Vals) với độ cao trung bình là 976 m.

## Hành chính
| Giai đoạn | Ủy viên            | Đảng             | Tư cách                                                                |
| --------- | ------------------ | ---------------- | ---------------------------------------------------------------------- |
| 2008-2014 | Augustin Bonrepaux | Đảng xã hội Pháp | Chủ tịch tổng hội đồng, phó thị trưởng Ax-les-Thermes                  |
| 2001-2008 | Augustin Bonrepaux | Đảng xã hội Pháp | Đại biểu Ariège, chủ tịch tổng hội đồng, phó thị trưởng Ax-les-Thermes |
| 1995-2001 | Augustin Bonrepaux | Đảng xã hội Pháp | Đại biểu Ariège, thị trưởng Ax-les-Thermes                             |
| 1989-1995 | Augustin Bonrepaux | Đảng xã hội Pháp | Đại biểu Ariège, thị trưởng Orlu                                       |
| 1983-1989 | Augustin Bonrepaux | Đảng xã hội Pháp | Đại biểu Ariège, thị trưởng Orlu                                       |
| 1976-1983 | Augustin Bonrepaux | Đảng xã hội Pháp | Thị trưởng Orlu                                                        |
| 1958-1976 | Omer Carrière      | SFIO             | Thị trưởng Ascou                                                       |
| 1951-1958 | Paul Salette       | Rad-soc          | Thị trưởng Ax-les-Thermes                                              |
| 1945-1951 | Pierre Aliot       | SFIO]]           |                                                                        |

## Các đơn vị hành chính
Tổng Ax-les-Thermes bao gồm 14 xã với dân số 2 978 người (điều tra năm 1999, dân số không tính trùng).
| Xã                          | Dân số | Mã bưu chính | Mã insee |
| --------------------------- | ------ | ------------ | -------- |
| Ascou                       | 102    | 09110        | 09023    |
| Ax-les-Thermes              | 1 441  | 09110        | 09032    |
| L'Hospitalet-près-l'Andorre | 166    | 09390        | 09139    |
| Ignaux                      | 59     | 09110        | 09140    |
| Mérens-les-Vals             | 180    | 09110        | 09189    |
| Montaillou                  | 14     | 09110        | 09197    |
| Orgeix                      | 71     | 09110        | 09218    |
| Orlu                        | 195    | 09110        | 09220    |
| Perles-et-Castelet          | 160    | 09110        | 09228    |
| Prades                      | 47     | 09110        | 09232    |
| Savignac-les-Ormeaux        | 399    | 09110        | 09283    |
| Sorgeat                     | 96     | 09110        | 09298    |
| Tignac                      | 15     | 09110        | 09311    |
| Vaychis                     | 33     | 09110        | 09325    |

## Thông tin nhân khẩu
| 1962                                                     | 1968  | 1975  | 1982  | 1990  | 1999  |
| -------------------------------------------------------- | ----- | ----- | ----- | ----- | ----- |
| 2 713                                                    | 3 092 | 2 915 | 2 695 | 2 881 | 2 978 |
| Nombre retenu à partir de 1962 : dân số không tính trùng |       |       |       |       |       |